# Goniurosaurus hainanensis
Goniurosaurus hainanensis é um espécie de geconídeo noturno terrestre.

## Descrição
Endêmico da China, essa espécie se alimenta basicamente de artrópodes e insetos de pequeno porte.